# Statuia lui György Bernády
Statuia lui György Bernády (în maghiară Bernády György-szobor) este un monument realizat de sculptorul Vince Bocskai, care a fost dezvelit în centrul orașului Târgu Mureș în 1994, în onoarea primarului care a reușit să schimbe radical imaginea orășelului de început de secol, reprezentând necontenit interesele cetățenilor. Monumentul este situat pe Piața Bernády în fața Casei Teleki și în vecinătatea Bisericii Reformate din Cetate, unde a fost mult timp liderul presbiteratului.

## Istoric
Cultul primarului târgumureșean trăia vie în rândul cetățenilor urbei, deoarece personalitatea sa a devenit simbolul urbanizării localității datorită realizărilor de volum mare din perioada primului său mandat. Ideea înălțării la Târgu Mureș a unei statui a lui György Bernády datează din 1990. Concursul de proiectare a fost câștigat de Vince Bocskai, iar turnarea a fost realizată în atelierul lui József Balogh. În data de 29 octombrie 1994 în cadru festiv statuia a fost dezvelit de către primarul Győző Nagy în fața mulțimii adunate pe Piața Bernády György. În cadrul evenimentului au ținut discursuri László Borbély, Barna Marosi, Cornel Moraru și András Sütő.